# Esara
Esara (grec antic: Αἴσαρα, «Áisara») fou una filòsofa del grup dels pitagòrics, autora d'un tractat sobre la naturalesa humana del segle iii aC, per bé que es tracta d'una datació obtinguda per l'anàlisi filològica del manuscrit i podria ser una obra posterior escrita deliberadament en un estil arcaitzant). Va néixer a Lucània, però no es tenen gaires dades sobre la seva vida.
La seva obra es conserva només de manera fragmentària en un recull d'Estobeu. Recull la idea grega del paral·lelisme entre l'ésser humà i el cosmos, ja que argumenta que estudiant la natura humana, i més concretament la seva ànima, es pot comprendre l'univers. L'ànima és tripartita com la de Plató. Aquesta ànima ha de ser educada per poder assolir la justícia, tant en la família com en la societat.
Va ser citada per Catul i Aristòtil, entre d'altres.